# Samantha Rone
Samantha Rone (Las Vegas, Nevada; 5 de mayo de 1994) es una actriz pornográfica y modelo erótica estadounidense.

## Biografía
Samantha Rone, nombre artístico, nació y se crio en el estado de Nevada. Tras trabajar como anfitriona en un restaurante, cumplidos los 18 años comenzó una breve carrera como estríper. Apenas dos meses después decidió dar el paso y debutó como actriz pornográfica en 2012, dos meses después de cumplir los 18 años. Su primera escena fue para la web Amateur Allure.
Como actriz, ha trabajado para productoras como Evil Angel, Girlfriends Films, X-Art, Girlsway, Jules Jordan Video, Adam & Eve, Mofos, Tushy, New Sensations, Bangbros, SexArt, Elegant Angel, Brazzers, Reality Kings, Naughty America o Kink.com.
En 2015 recibió sendas nominaciones en los Premios AVN y en los XBIZ a la Mejor actriz revelación. Por la película Best New Starlets 2015 recibió en 2016 una nominación en los XBIZ a la Mejor escena de sexo en película de todo sexo.
En 2017 regresó a los AVN con la nominación a Mejor escena de sexo oral por Wet Food 7; y en los XBIZ a la Mejor escena de sexo en película vignette por Art of Anal Sex, película en la que grabó su primera escena de sexo anal. Ese mismo año también grabó, junto a Alana Cruise, su primera escena de gangbang en My First Gangbang.
Ha aparecido en más de 500 películas como actriz.
Otras películas suyas son All About Her, Babes In Butts, Eternal Passion 5, Gimme That Pussy, Kissing Kousins, Licking The P 2, Payback, She Caught Me, Transmission o You Tricked Me.

## Premios y nominaciones
| Año  | Ceremonia                   | Resultado | Premio                                        | Trabajo                |
| ---- | --------------------------- | --------- | --------------------------------------------- | ---------------------- |
| 2015 | Premios AVN                 | Nominada  | Mejor actriz revelación                       | —                      |
| 2015 | Premios AVN                 | Nominada  | Premio fan: Debutante más rompedora           | —                      |
| 2015 | Spank Bank Awards           | Nominada  | Best High Speed DSL                           | —                      |
| 2015 | Spank Bank Awards           | Nominada  | Porn's Next "It" Girl                         | —                      |
| 2015 | Premios XBIZ                | Nominada  | Mejor actriz revelación                       | —                      |
| 2016 | Spank Bank Awards           | Nominada  | Best Ass Licking Artist                       | —                      |
| 2016 | Spank Bank Awards           | Nominada  | Best Swallower                                | —                      |
| 2016 | Spank Bank Awards           | Nominada  | Excellence in Lawn Maintenanc                 | —                      |
| 2016 | Spank Bank Awards           | Ganadora  | Pretty In Pink                                | —                      |
| 2016 | Spank Bank Awards           | Nominada  | Pussy Eating Princess of the Year             | —                      |
| 2016 | Spank Bank Awards           | Nominada  | Tweeting Twat of the Year                     | —                      |
| 2016 | Spank Bank Technical Awards | Ganadora  | Best Kisser                                   | —                      |
| 2016 | Premios XBIZ                | Nominada  | Mejor escena de sexo en película de todo sexo | Best New Starlets 2015 |
| 2017 | Premios AVN                 | Nominada  | Mejor escena de sexo oral                     | Wet Food 7             |
| 2017 | Spank Bank Awards           | Nominada  | America's Porn Sweetheart                     | —                      |
| 2017 | Spank Bank Awards           | Ganadora  | Best 'Come Fuck Me' Eyes                      | —                      |
| 2017 | Spank Bank Awards           | Nominada  | Blonde Babe of the Year                       | —                      |
| 2017 | Spank Bank Awards           | Nominada  | Countess of Contortionism                     | —                      |
| 2017 | Spank Bank Awards           | Nominada  | Most Beautiful Seductress                     | —                      |
| 2017 | Spank Bank Awards           | Nominada  | Most Underrated Slut                          | —                      |
| 2017 | Spank Bank Technical Awards | Ganadora  | Twitter's Most Suspended Strumpet             | —                      |
| 2017 | Premios XBIZ                | Nominada  | Mejor escena de sexo en película vignette     | Art of Anal Sex        |
| 2018 | Spank Bank Awards           | Nominada  | Beautiful Blonde of the Year                  | —                      |
| 2018 | Spank Bank Awards           | Nominada  | Best All Around Porn Goddess                  | —                      |
| 2018 | Spank Bank Awards           | Nominada  | Best 'Fuck Me' Eyes                           | —                      |
| 2018 | Spank Bank Awards           | Nominada  | Fucking Nerd of the Year                      | —                      |
| 2018 | Spank Bank Awards           | Nominada  | Gangbanged Girl of the Year                   | —                      |
| 2018 | Spank Bank Awards           | Nominada  | Mistress of the Strap On                      | —                      |
| 2018 | Spank Bank Awards           | Ganadora  | Most Adorable Sexual Deviant                  | —                      |
| 2018 | Spank Bank Awards           | Nominada  | Most Underrated Slut                          | —                      |
| 2018 | Spank Bank Awards           | Nominada  | PAWG of the Year                              | —                      |
| 2018 | Spank Bank Technical Awards | Ganadora  | Hawaii Five-Ho                                | —                      |
| 2018 | Spank Bank Technical Awards | Ganadora  | Purest Heart With The Filthiest Mind          | —                      |
| 2019 | Premios AVN                 | Nominada  | Mejor escena escandalosa de sexo              | Oiled & Spoiled        |
| 2019 | Premios AVN                 | Nominada  | Premio fan: Estrella mediática                | —                      |